# Chiến dịch Vyelikiye Luki
Chiến dịch Velikiye Luki (tiếng Nga: Великолукская наступательная операция) là một chiến dịch tấn công do Phương diện quân Kalinin của Hồng quân Liên Xô tiến hành nhằm vào Tập đoàn quân thiết giáp số 3 của quân đội phát xít Đức. Chiến dịch diễn ra trong Chiến cuộc mùa đông 1942-43, với mục tiêu với mục tiêu giải phóng thành phố Velikiye Luki. Chiến dịch Velikiye Luki thường được nhắc đến như một ví dụ điển hình về sự thất bại của quân Đức trong việc phá vòng vây của Hồng quân Liên Xô, một hình ảnh dường như được sao lại trong những chiến dịch Stalingrad, Ostrogozhsk-Rossosh và Voronezh-Kastornoye.
Dựa vào các tài liệu báo cáo sai lầm của tình báo Đức Quốc xã, một số nhà sử học cho rằng Chiến dịch Velikiye Luki đóng vai trò như một mũi tấn công thứ hai của Hồng quân trong Kế hoạch "Sao Hỏa". Tuy nhiên, trên thực tế, đây là một chiến dịch riêng rẽ nhằm các mục đích khác. Trong đó có mục đích phân tán lực lượng dự bị chiến lược của quân đội Đức Quốc xã ở Mặt trận phía Đông. Nếu như Chiến dịch Sao Hỏa nhằm mục đích kéo lực lượng tăng viện của quân đội Đức Quốc xã khỏi khu vực Stalingrad thì Chiến dịch Velikiye Luki có mục tiêu kéo bớt chủ lực của Cụm tập đoàn quân Bắc (Đức) xuống phía Nam, tạo thêm điều kiện thuận lợi cho Phương diện quân Leningrad và Phương diện quân Volkhov thực hiện thành công Chiến dịch Tia Lửa, phá vỡ vòng phong tỏa Leningrad của quân Đức ở khu vực "cổ chai" Shlisselburg.
Trong khi Chiến dịch Sao Hỏa, chiến dịch có cùng thời gian tổ chức chỉ đạt được mục tiêu hạn chế thì Chiến dịch Velikiye Luki lại đạt được hầu hết các mục tiêu đề ra (trừ mục tiêu cuối cùng là đánh chiếm thành phố Novosokolniki). 5 sư đoàn Đức bị bao vây, tiêu diệt và bắt là tù binh ở khu vực Velikiye Luki, 8 sư đoàn khác bị đánh thiệt hại nặng trong quá trình giải vây. Quân đội Liên Xô chiếm được một bàn đạp chiến lược tạo thế chia cắt hai cụm tập đoàn quân Bắc và Trung tâm của quân đội Đức Quốc xã, cản phá thành công kế hoạch "Chim di trú" (Zugvogel) của thống chế Đức Günther von Kluge.

## Bối cảnh
Khi chiến dịch Barbarossa kết thúc bằng sự thảm bại của phát xít Đức và với việc Hitler phải điều chỉnh lại mục tiêu chiến lược của mình, chiến sự khu vực phía Bắc của mặt trận Xô-Đức đã bớt sôi động hơn các khu vực khác trong suốt mùa xuân năm 1942. Tại khu vực này, quân Đức chiếm giữ thành phố Velikiye Luki - một vị trí quan trọng nơi có những cây cầu vượt sông Lovat, có tuyến đường sắt Bắc-Nam đi dọc theo bờ Tây con sông, đi ngang qua Novosokolniki nằm phía sau phòng tuyến của Đức và Vitebsk, một trung tâm hậu cần của phát xít Đức. Địa hình khu vực này khá lầy lội với những vùng đầm lầy kéo dài đến tận Hồ Peipus nằm phía Bắc thành phố do Tập đoàn quân 16 án ngữ - điều này khiến cho việc tấn công vào vị trí này trở nên rất khó khăn. Đồng thời bản thân thành phố cũng là một mục tiêu tự nhiên cho các cuộc tấn công sắp tới của Hồng quân Xô Viết nhằm đuổi phát xít Đức ra khỏi các tuyến cầu đường vượt sông Lovat và cũng chiếm giữ một bàn đạp quan trọng ở bờ Tây con sông và đe dọa đến tuyến giao thông liên lạc đường sắt giữa các Cụm Tập đoàn quân Bắc và Trung tâm của phát xít Đức. Cũng chính vì sớm nhận thức được tầm quan trọng của Velikye Luki mà quân đội Đức Quốc xã đã biến thành phố này thành một pháo đài hết sức kiên cố trong năm 1942.

## Binh lực

### Hồng quân Liên Xô
Phương diện quân Kalinin (Tư lệnh: Thượng tướng M. A. Purkayev) sử dụng cánh Bắc tham chiến tại khu vực Velikiye Luki.
- Tập đoàn quân xung kích 3 (Tư lệnh: Trung tướng Galitsky), biên chế gồm có:
  - Quân đoàn bộ binh cận vệ 5 do Thiếu tướng A. P. Beloborodov chỉ huy, trong thành phần có:
    - Sư đoàn bộ binh 357 của đại tá A. L. Kronik
    - Sư đoàn bộ binh cận vệ 9 của thiếu tướng I. V. Prostyakov.
    - Sư đoàn bộ binh cận vệ 46 của thiếu tướng S. I. Karapetyan.

  - Các sư đoàn trực thuộc tập đoàn quân:
    - Sư đoàn bộ binh 381 của đại tá B. S. Maslov
    - Sư đoàn bộ binh 257 của đại tá A. A. Dyakonov
    - Sư đoàn bộ binh cận vệ 21 của thiếu tướng D. V. Mikhailov

  - Lực lượng dự bị của tập đoàn quân:
    - Sư đoàn bộ binh 28 của đại tá S. A. Knyazkov.
    - Lữ đoàn bộ binh 31 của đại tá A. V. Yakushev
    - Lữ đoàn bộ binh 184
- Lực lượng phối thuộc từ STAVKA:
  - Quân đoàn cơ giới 2 của thiếu tướng xe tăng I. P. Korchagin, đến mặt trận ngày 13 tháng 11, thành phần gồm có:
    - Lữ đoàn bộ binh mô tô số 47 (Lữ đoàn trưởng: Đại tá Dremov)
    - Lữ đoàn xe tăng cận vệ xung kích 18 (Lữ đoàn trưởng: Đại tá Galkin) được trang bị các xe tăng KV-1 và T-60
    - Lữ đoàn xe tăng 34 (Lữ đoàn trưởng: Trung tá Bogdanov) được trang bị các xe tăng T-34 và T-70
    - Lữ đoàn xe tăng 36 (Lữ đoàn trưởng: Trung tá Zheleznov, từ ngày 30-12-1942: đại tá Khubayev) được trang bị các xe tăng T-60 và T-70

  - Không quân tầm xa do tướng S. K. Golovanov chỉ huy gồm có
    - Sư đoàn không quân tầm xa số 3 (Tư lệnh: Đại tá Yukhanov)
    - Sư đoàn không quân tầm xa số 17 (Tư lệnh: Thiếu tướng Không quân Loginov)
    - Sư đoàn không quân tầm xa số 222 (Tư lệnh: Đại tá Titov)

Tổng quân số và trang bị ban đầu gồm 95.608 người, 743 pháo, 1.346 súng cối, 46 dàn Katyusha, 390 xe tăng (trong đó có 160 xe tăng hạng nhẹ T-60 và T-70)
- - Tập đoàn quân không quân 3 của thiếu tướng không quân M. M. Gromov yểm hộ tấn công mặt đất.

Trong quá trình chiến dịch, các đơn vị sau đây được Bộ Tư lệnh Phương diện quân Kalinin tăng viện:
- - Quân đoàn bộ binh 8 Estonia của thiếu tướng L. A. Pern, được đưa đến mặt trận từ ngày 19 tháng 11, gồm có:
    - Sư đoàn bộ binh 7 Estonia của đại tá A. A. Vassil và đại tá K. A. Alikas (từ ngày 6-1-1943)
    - Sư đoàn bộ binh 19 của thiếu tướng D. M. Barinov và đại tá I. D. Vasilyev (từ ngày 20-12).
    - Sư đoàn bộ binh 249 Estonia của A. I. Saueselg và đại tá Zh. Ya. Lombak (từ ngày 24-12).

  - Sư đoàn bộ binh 360 của đại tá A. G. Poznyak, (đến mặt trận ngày 22 tháng 12).
  - Lữ đoàn bộ binh 100 Kazakstan của đại tá E. V. Voronkov, (đến mặt trận ngày 22 tháng 12).
  - Sư đoàn bộ binh 32 của đại tá I. S. Bezuglyi (đến mặt trận ngày 9 tháng 1 năm 1943).
  - Sư đoàn bộ binh 150 của đại tá N. O. Guz (đến mặt trận ngày 15 tháng 1 năm 1943).

### Quân đội Đức Quốc xã
- Cụm Tập đoàn quân Trung tâm do thống chế Günther von Kluge chỉ huy, cánh Bắc của nó đóng quân tại Velikiye Luki, Novosokoniki và các vùng lân cận được gọi là Cụm tác chiến "Chevallerie" do tướng Kurt von der Chevallerie, Tư lệnh Quân đoàn bộ binh 30 (Đức) chỉ huy, trong thành phần có:
  - Quân đồn trú trong thành phố Velikiye Luki, còn được gọi là Cụm tác chiến "Wöhler" do trung tướng Otto Wöhler chỉ huy, có tổng quân số khoảng 50.000 người; thành phần bao gồm:
    - Sư đoàn bộ binh 83 của Trung tướng Theodor Scherer
    - Cụm tác chiến "Meyer" đóng ở Tây Nam Velikiye Luki gồm có
      - Ba tiểu đoàn bộ binh, hai tiểu đoàn pháo tự hành diệt tăng StuGIII, hai tiểu đoàn pháo binh và một tiểu đoàn pháo phản lực.
      - Trung đoàn bộ binh 277 của Trung tá Von Saß đóng quân trong nội đô thành phố)
      - Trung đoàn không vận số 3 (phối thuộc)
      - Tiểu đoàn vệ binh 336 (đồn trú)
      - Khẩu đội pháo phản lực Nebelwerfer 42 cỡ nòng 21 cm

  - Quân đồn trú tại thành phố Novosokolniki:
  - Sư đoàn sơn chiến 3 đóng trong nội đô Novosokolniki
  - Tiểu đoàn bộ binh cơ giới độc lập 863 đóng ở phía Nam Novosokolniki.

Trong quá trình chiến dịch, Cụm tập đoàn quân Trung tâm (Đức) thực hiện Chiến dịch giải vây Totila và điều đến khu vực mặt trận các đơn vị của Tập đoàn quân xe tăng 3 và Sư đoàn xe tăng 8 của Tập đoàn quân 16:
- Ngày 28 tháng 11:
  - Sư đoàn xe tăng 8 phản công ở phía Bắc Novosokolniki
- Ngày 9 tháng 12:
  - Sư đoàn xe tăng 12 phản công trên hướng Litvinikha - Velikye Luki
  - Sư đoàn cơ giới 20 phản công trên hướng Litvinikha - Velikye Luki
  - Sư đoàn bộ binh 291 phản công trên hướng Litvinikha - Velikye Luki
  - Sư đoàn đổ bộ đường không 6 (Đức) đến khu vực phía Balashi.
  - Lữ đoàn bộ binh mô tô "Đan Mạch" đến khu vực phía bắc Balashi.
  - Lữ đoàn kỵ binh 1 SS đến khu vực nhà ga Chernozem.
- Ngày 4 tháng 1 năm 1943:
  - Sư đoàn bộ binh 205 đến khu vực Lobkovo
  - Sư đoàn bộ binh 708 đến khu vực Suragino.
- Ngày 6 đến ngày 13 tháng 1 năm 1943:
  - Sư đoàn bộ binh 331 đến khu vực Bashmakovo.
  - Sư đoàn bộ binh 707 đến khu vực Butitino.
  - Sư đoàn bộ binh 93 đến khu vực Gromovo.

## Kế hoạch

### Quân đội Đức Quốc xã
Ngày 1 tháng 10 năm 1942, tướng Erich von Manstein rất ngạc nhiên khi cơ quan chỉ huy Tập đoàn quân 11 của ông ta không được điều đến chiến trường Leningrad theo Chỉ thị số 41 ngày 5 tháng 4 năm 1942 của Quốc trưởng mà lại được điều đến khu vực Velikiye Luki - Novosokoniki, chen vào giữa Tập đoàn quân xe tăng 3 và Tập đoàn quân 16. Ngày 25 tháng 10, sự băn khoăn ấy của Erich von Manstein được Hitler giải đáp tại Tổng hành dinh Mặt trận phía Đông đạt tại Vinitsa. Hitler lệnh cho ông ta hỗ trợ thống chế Günther von Kluge tổ chức thực hiện kế hoạch "Chim di trú" (Zugvogel) với mục tiêu bao vây và tiêu diệt Phương diện quân Kalinin tại "chỗ lồi" Toropets như tướng Heinrich von Vietinghoff đã làm trong Chiến dịch Seydlitz đối với Tập đoàn quân 39 (Liên Xô) hồi tháng 7.
Lực lượng Đức bố phòng tại Velikiye Luki khá mỏng. Quân đồn trú trong thành phố là Sư đoàn bộ binh số 83 của Trung tướng Theodor Scherer, mặt Nam của thành phố do Sư đoàn sơn cước số 3 trấn giữ, còn mạn Bắc do Sư đoàn sơn cước số 5 bảo vệ. Trong thành phố, phát xít Đức đã bố trí các hệ thống phòng thủ được xây dựng hết sức kỹ lưỡng, lực lượng trấn thủ thành phố bao gồm Trung đoàn bộ binh 277 thuộc Sư đoàn sơn chiến 83 được biên chế đầy đủ do Trung tá Eduard Freiherr von Saß chỉ huy - người chỉ mới nhậm chức vài ngày trước khi Hồng quân tấn công. Cùng với các đơn vị pháo binh, công binh và hậu cần gồm Trung đoàn pháo binh 183 và Tiểu đoàn bộ binh trinh sát thuộc trung đoàn.
Tuy nhiên, quân Đức trên khu vực lân cận còn có nhiều lực lượng đáng kể. Giữa tháng 10 năm 1942, trinh sát đường không của quân đội Đức Quốc xã phát hiện những lực lượng lớn của quân đội Liên Xô đã tập kết giữa các tháng phố Toropets và Kalinin. Bộ Tổng Tư lệnh tối cao lục quân Đức cho rằng, số quân này sẽ được sử dụng cho Chiến dịch "Sao Hỏa" mà quân đội Đức Quốc xã biết rõ người Nga sẽ tiến hành trong một ngày gần đây. Quân Đức lập tức có những cuộc động binh để phục vụ kế hoạch "Chim di trú" (Zugvogel). Ngày 5 tháng 11 năm 1942, Sư đoàn xe tăng 8 (Đức) rời đội hình chính của Tập đoàn quân 16 (Đức) để di chuyển về Kholm. Một trung đoàn của Sư đoàn cơ giới 25 đã đến Bezhanitsy. Các sư đoàn bộ binh 83 và 269 di chuyển đến khu vực Balashi (???), án ngữ con đường sắt Velikiye Luki - Nevel. Hitler hi vọng tạo ra một "cái bẫy" ở Velikiye Luki để rồi từ đó triển khai cuộc tấn công chia cắt Phương diện quân Kalinin (Liên Xô) như Cụm tập đoàn quân Nam (Đức) đã làm đối với Phương diện quân Tây Nam (Liên Xô) trong Chiến dịch Barvenkovo-Lozovaya

### Quân đội Liên Xô
Kế hoạch lấy lại thành phố Velikiye Luki được Hồng quân Liên Xô xây dựng từ giữa tháng 8 năm 1942 nhưng phải hoãn đi hoãn lại nhiều lần vì phần lớn lực lượng dự bị của STAVKA bị điều xuống phía Nam để "vá" những "lỗ thủng" khổng lồ trân mặt trận Xô-Đức tại hướng Stalingrad và hướng Kavkaz. Tuy nhiên, đến đầu tháng 11 năm 1942 thì tướng M. A. Purkayev cảm thấy quân Đức "đang định làm một điều gì đó" tại tuyến phòng thủ của ông. Báo cáo cuối ngày 5 tháng 11 của đại tá E. V. Aleshin, Chủ nhiệm trinh sát Phương diện quân Kalinin đã gây ra mối lo ngại thực sự cho các chỉ huy cao cấp Liên Xô trên mặt trận:
| “                            | Trong khu vực Kholm, sự xuất hiện của xe tăng mới bổ sung cho Sư đoàn xe tăng 8 được ghi nhận rõ ràng. Dấu vết của Sư đoàn cơ giới 25 cũng xuất hiện tại khu vực Bezhanitsy. Tại khu vực Novosokolniki và Velikiye Luki cũng nhận thấy sự xuất hiện các đơn vị mới tăng cường thuộc Sư đoàn xe tăng 12, Sư đoàn sơn chiến 3 (mới được điều từ hướng Phần Lan sang) và Sư đoàn bộ binh 269. Sư đoàn bộ binh 83 trước đây là phòng thủ trên hướng khác, nay thấy xuất hiện ở Velikiye Luki. Trong khu vực Nevel ghi nhận sự có mặt 1 sư đoàn bộ binh và 40 xe tăng. Trong khu vực Olenino ghi nhận làn sóng radio của Sư đoàn cơ giới 14, Sư đoàn xe tăng 2 thuộc Quân đoàn xe tăng 46. 29 tháng 10, trinh sát đường không quan sát thấy tại 12 km về phía đông bắc Olenino có khoảng 30 xe tăng và 1 trung đoàn bộ binh. Trinh sát điện đài tại khu vực Vasilkov nhiều lần phát hiện thấy làn sóng bộ đàm của Sư đoàn cơ giới SS "Đại Đức" mà theo lời khai của tù binh, nó sẽ được điều đến Belyi... | ” |
| — Điện báo tối mật số 29/711 | |   |

Những thông tin này được tướng M. A. Purkayev báo cáo ngay lên cấp trên. Ngay trong đêm 5 tháng 11, STAVKA lập tức trả lời bằng bức điện số 170411 với nhận định:
| “        | Địch tập trung quân có thể tạo ra một cuộc tấn công hợp điểm từ Kholm, Olenino và Velikiye Luki. Mục tiêu trước mắt của chúng có thể là khu vực Toropets và Andreapol. Trong cuộc tấn công này, kẻ thù có thể đặt các lực lượng tác chiến của phương diện quân do đồng chí chỉ huy vào một tình thế khó khăn. Vậy, tốt hơn hết là hãy tổ chức tấn công phủ đầu để ngăn chặn đòn đột kích của địch. Ngay trong tuần này, Đại bản doanh sẽ chuyển cho đồng chí những lực lượng dự bị mà đồng chí yêu cầu. | ” |
| — STAVKA | |   |

Đến ngày 10 tháng 11, Phương diện quân Kalinin đã chuyển giao các sư đoàn bộ binh 28 và 257, các lữ đoàn bộ binh 31 và 184 cho Tập đoàn quân xung kích 3 và yêu cầu bố trí các đơn vị này trên tuyến phòng thủ quanh Velikiye Luki. Từ ngày 10 đến ngày 24 tháng 11, nhiều đơn vị đã được STAVKA điều động tăng cường cho hướng Tây của Phương diện quân Kalinin. Ngày 13 tháng 11, Quân đoàn cơ giới 2 của tướng I. P. Korchgin đến mặt trận. Tuy trong biên chế có 13.620 sĩ quan và binh sĩ cùng 215 xe tăng (trong đó có 112 xe T-34 nhưng do phải di chuyển trên cự ly dài hơn 400 km qua phía Bắc Rzhev sang trong điều kiện không có đường sắt hỗ trợ nên 54 xe tăng, gần 300 ô tô trong số 650 ô tô của quân đoàn đã bị hư hỏng.
Theo kế hoạch, Tập đoàn quân xung kích 3 sẽ sử dụng Quân đoàn bộ binh cận vệ 5 được tăng cường 3 tiểu đoàn xe tăng tấn công về phía Tây Ostrian 12 km, hình thành vòng vây bên ngoài, sau đó, phối hợp với Quân đoàn cơ giới 2 tấn công Novosokolniki. Các sư đoàn bộ binh 357, 381 sẽ tấn công hợp qua phía Bắc và phía Nam Velikye Luki, hợp điểm tại Velebetskoye, phối hợp với Sư đoàn bộ binh 257 bao vây, tiêu diệt cụm quân Đức tại khu vực Velikiye Luki. Sư đoàn bộ binh 28 và 291 (Tập đoàn quân xung kích 4 chuyển sang) tấn công trên tuyến sống Lovat từ Stupino đến Khlevniki, khép chặt sườn trái của Quân đoàn bộ binh cận vệ 5. Lữ đoàn bộ binh 31 từ Gorokhovye tấn công vào Gorovatka, hình thành cánh trắc vệ bên phải Sư đoàn bộ binh 381. Ngày N được STAVKA ấn định là ngày 19 tháng 11. Một cách ngẫu nhiên, nó trùng với ngày N của Chiến dịch Sao Thiên Vương. Tuy nhiên, do chưa thể triển khai kịp Quân đoàn cơ giới 2, chưa tích lũy đủ đạn pháo và nhiên liệu nên Phương diện quân Kalinin đề nghị lùi lại 5 ngày. STAVKA chấp nhận đề nghị này.

## Diễn biến

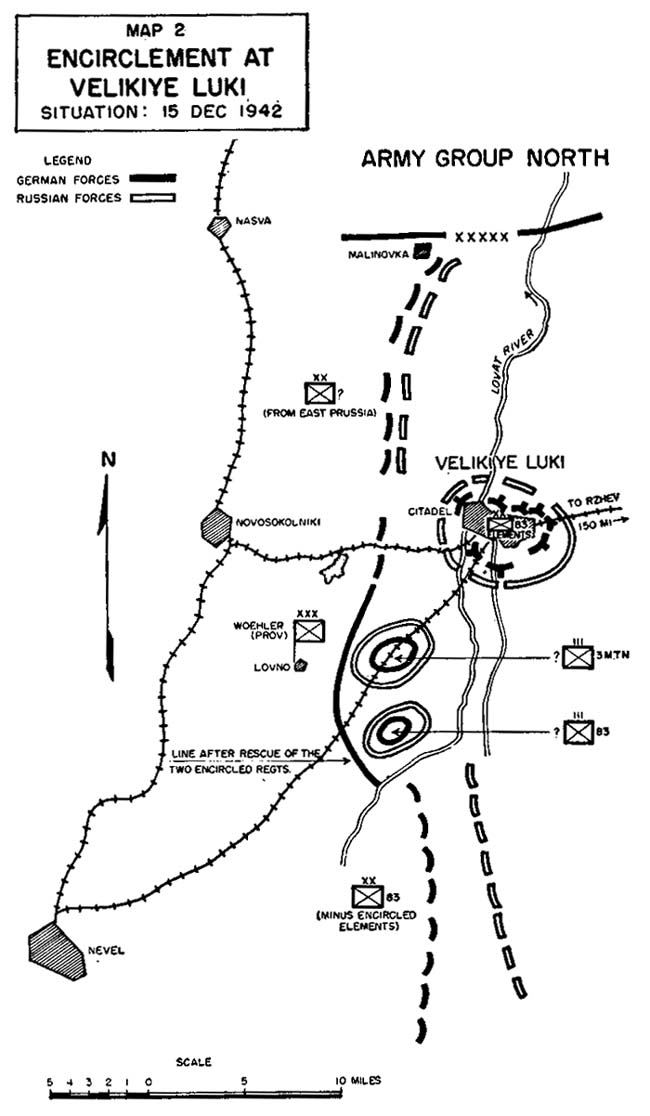
Tình hình mặt trận sau những đợt tấn công đầu tiên của Hồng quân Liên Xô.

### Hồng quân bao vây Velikiye Luki
11 giờ 00 ngày 24 tháng 11 năm 1942, các phân đội tiền tiêu của các sư đoàn bộ binh cận vệ 9, 21, 46 và 357 bắt đầu các trận đánh trinh sát chiến đấu. Sáng 25 tháng 11, các lực lượng chủ yếu của Tập đoàn quân xung kích 3 (Liên Xô) phát động tấn công. Quân đoàn bộ binh cận vệ 5 đánh thẳng sang phía Tây. Sư đoàn bộ binh cận vệ 9 và Sư đoàn bộ binh 357 vượt qua phía Nam Velikye Luki, Sư đoàn bộ binh 381 khép vòng vây từ phía Bắc thành phố. Ngày trong ngày đấu tiên, tuyến đường sắt Velikye Luki - Narva đã bị cắt đứt. Đêm 27 tháng 11, Sư đoàn bộ binh 381 và Sư đoàn bộ binh 357 (Liên Xô) cắt đứt nốt tuyến đường sắt Velikye Luki - Novosokolniki tại Velebetskoye. Cụm quân Đức (chủ yếu là sư đoàn bộ binh 83) bị bao vây tại Velikiye Luki. Ngày 28 tháng 11, Lữ đoàn xe tăng cận vệ 18 từ khu vực Butttinovka (???) đột phá về phía Novosokolniki mà không có bộ binh đi kèm. Cuộc tấn công của lữ đoàn này đã bị Sư đoàn Sơn chiến 3 (Đức) chặn lại ở Potreyeva, phía Nam Novosokolniki. Ngày 29 tháng 11, Lữ đoàn xe tăng cận vệ 18 phải rút về Pekalovo, Đông Nam Novosokolniki tổ chức phòng ngự. Ngày 30 tháng 11, Quân đoàn bộ binh cận vệ 5 của tướng A. P. Beloborodov đột phá đến Ostryan, hình thành vòng vây bên ngoài.
Ngày 29 tháng 11, tướng Kurt von der Chevallerie dùng Sư đoàn xe tăng 8 phản đột kích vào Lữ đoàn bộ binh 31 (Liên Xô) tại Gvozdovo. Ngày 3 tháng 12, Sư đoàn xe tăng 8 (Đức) đã tiến đến các làng Ryadnyevo và Timokhny, chỉ cò cách tuyến bao vây bên trong của quân đội Liên Xô chưa đầy 10 km. Ngày 4 tháng 12, tướng K. N. Galitsky điều Sư đoàn bộ binh 28 và Lữ đoàn xe tăng 36 tiến lên phía Bắc phối hợp với Lữ đoàn bộ binh 31 chặn kích. Ngày 8 tháng 12, xe tăng và bộ binh Liên Xô đánh bật Sư đoàn xe tăng 8 (Đức) khỏi khu vực Ryadnyevo - Timokhny, buộc sư đoàn này phải lùi về Grednyevo. Ngày 10 tháng 12, Sư đoàn xe tăng 8 (Đức) tiếp tục bị đánh bật về Gvozdovo, nơi sư đoàn này đã xuất phát tấn công ngày 29 tháng 11.
Bộ Tư lệnh Cụm Tập đoàn quân Trung tâm ngay lập tức đề nghị Bộ Tổng Tư lệnh tối cao Đức Quốc xã cho phép điều quân tới giải vây cho khối quân đóng tại Velikiye Luki trong khi tình hình mặt trận vẫn chưa ổn định và các phòng tuyến của quân Đức tiếp tục lùi thêm 10 dặm (16 cây số) về phía Tây; điều này giúp quân Đức vừa che chở được tuyến đường sắt quan trọng nối Nevel với Novosokolniki và có vị trí bàn đạp thuận lợi để mở các đợt phản công vào các "chỗ lồi" của Quân đội Liên Xô trên mặt trận. Tuy nhiên Hitler lại thẳng thừng bác bỏ lời đề nghị của Bộ Tư lệnh Cụm Tập đoàn quân Trung tâm. Ông ta vin vào thành công trước đó tại Kholm và đòi lực lượng bị vây phải giữ bằng được trận địa trong khi lực lượng phá vây - bao gồm cả Cụm tác chiến Chevallerie ở phía Bắc và Sư đoàn cơ giới số 20 (được tăng cường bởi các trung đoàn của Sư đoàn bộ binh 291) ở phía Nam sẽ cùng phối hợp phản công chọc thủng vòng vây của Hồng quân Liên Xô.
Ngày 3 tháng 12, các sư đoàn bộ binh cận vệ 9 và 21 (Liên Xô) được tăng cường Lữ đoàn bộ binh mô tô 47 (có 12 xe tăng hạng nhẹ T-60) đã tiêu diệt Cụm tác chiến "Meyer" tại Shiripino. Cùng ngày, Lữ đoàn xe tăng 34 (Liên Xô) tiếp tục tổ chức đột kích lên Kozlovka (phía Tây Novosokolniki). Nhưng cũng như Lữ đoàn xe tăng 18, lữ đoàn này cũng bị Sư đoàn sơn chiến 3 phối hợp với Sư đoàn xe tăng 8 (Đức) đánh bật ra và phải rút về tổ chức phòng ngự tại Zakharino, phía Tây Novosokolniki, trên cánh phải của Lữ đoàn xe tăng 18. Ngày 4 tháng 8, các trung đoàn bộ binh 1259, 1261, 1263 (Liên Xô) tấn công sang Enkino, đánh bật Sư đoàn xe tăng 8 (Đức) sang phía Tây, hình thành tuyến vây bọc trên hướng bắc Novosokolniki.
Để đảm bảo chắc chắn tiêu diệt được các cụm quân Đức bị vây và triển khai tiếp tục kế hoạch tấn công đánh chiếm Novosokolniki, từ ngày 19 tháng 12, nhiều đơn vị tăng viện đã được STAVKA và Bộ Tư lệnh Phương diện quân Kalinin gửi đến mặt trận. Bộ chỉ huy Quân đoàn bộ binh 8 Estonia đến Mordovichi ngày 19 tháng 12, toàn bộ quân đoàn đã tập kết xong ngày 6 tháng 1. Sư đoàn bộ binh 360 và Lữ đoàn bộ binh 100 Kazakstan đến mặt trận ngày 22 tháng 12. Từ ngày 9 đến ngày 15 tháng 1, có thêm các sư đoàn bộ binh 32 và 150 đến mặt trận, tất cả các lực lượng này được chuẩn bị để đối phó với cuộc phản công mang tên Totila của Quân đoàn xe tăng 3 (Đức).

### Chiến dịch giải vây của quân đội Đức Quốc xã

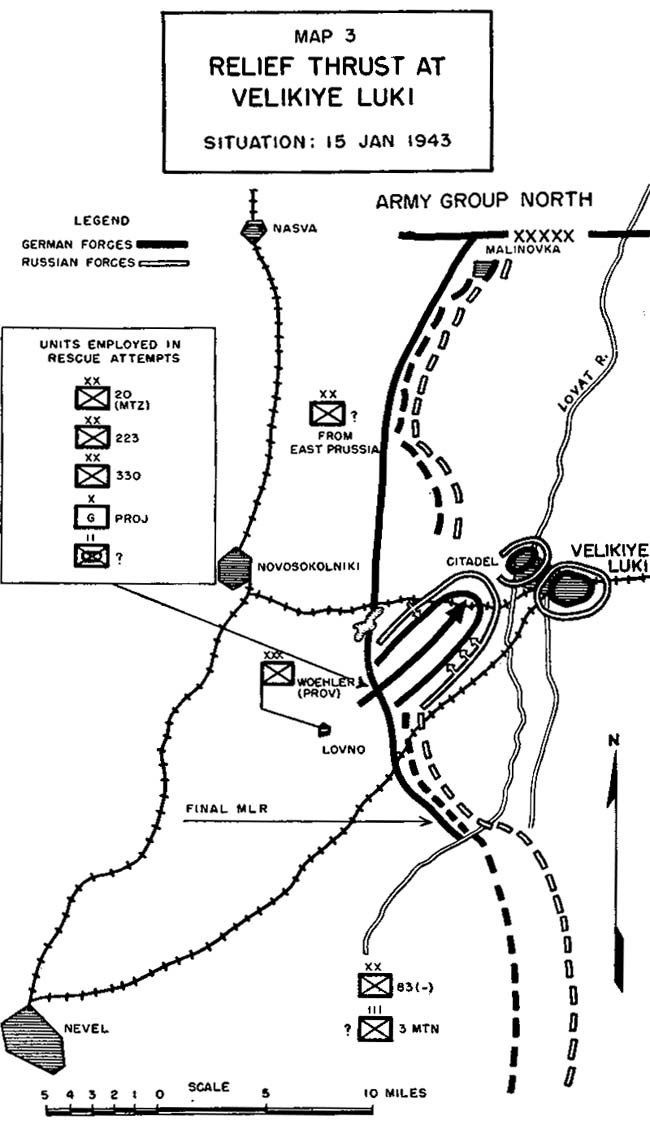
Các mũi tấn công nhằm giải vây của quân Đức. (Bản đồ này không thật sự mô tả chính xác các mũi tấn công của đôi bên.)

Một tuần sau, khi những toán tù binh Đức cuối cùng của Cụm tác chiến "Meyer" đã yên vị trong trại tù binh của Phương diện quân Kalinin (Liên Xô), đoàn quân cứu viện theo lời hứa của Hitler gồm Sư đoàn cơ giới 20 và Sư đoàn bộ binh 291 mới kéo đến khu vực Leshakovo và Konyushki, Tây Nam Velikye Luki 45 km và phát động cuộc tấn công giải vây về Velikiye Luki. Ngày 5 tháng 12, Trung đoàn xe tăng hạng nặng của Sư đoàn xe tăng 11 vốn là lực lượng dự bị cho Chiến dịch "Lồng chim bồ câu" nay được ném lên phía Bắc Nevel để tham gia đoàn quân giải vây. Ngày 10 tháng 12, Sư đoàn bộ binh 291, Sư đoàn xe tăng 12, Sư đoàn cơ giới 20, Lữ đoàn không vận 6 và Trung đoàn xe tăng của Sư đoàn tăng 11 họp thành "Cụm quân Wöehler" bắt đầu mở chiến dịch giải vây.
Trong khi đó, tướng M. A. Purkayev đã không để thời gian trôi qua một cách vô ích. Ngày 7 tháng 12, ông lệnh cho các sư đoàn bộ binh 257, 357 mở ngay cuộc tấn công để tiêu diệt và bắt sống cụm quân Đức đang bị vây tại Velikiye Luki. Trinh sát mặt trận Kalinin nắm được quân số của cụm này chỉ khoảng 7.500 người, dự trữ đạn dược, nhiên liệu và lương thực đủ dùng trong 20 ngày. Tuy nhiên, quân Đức bị vây tại Velikiye Luki đã dựa vào những tòa nhà kiên cố của thành phố, những hỏa điểm, lô cốt được xây dựng từ trước trong quá trình phòng thủ của quân đọi Liên Xô mùa hè năm 1941 để chống trả quyết liệt. Hai sư đoàn quân đội Liên Xô không thể dễ dàng đánh chiếm thành phố trong ngày một ngày hai.
Do chỉ dựa vào một tuyến đường sắt duy nhất từ Nevel đi Chernozemsk để chuyển quân nên mãi đến ngày 11 tháng 12, quân Đức mới tập trung được các lực lượng chủ yếu tại Leshakovo và triển khai tấn công từ sư đoàn một. Mọi việc diễn ra không khác mấy so với Chiến dịch Bão Mùa Đông của thống chế Erich von Manstein ở Tây Nam Stalingrad nhưng với quy mô nhỏ hơn. Sư đoàn bộ binh 291 (Đức) bắt đầu tấn công qua Leshakovo lên Bashmakovo, đánh bật Sư đoàn bộ binh 9 (Liên Xô) khỏi Suragino. Ngày 16 tháng 12, Sư đoàn 9 (Liên Xô) buộc phải lùi về giữ Butitino. Ngày 19 tháng 12, Sư đoàn xe tăng 20 đổ quân xuống ga Chenozem và bắt đầu đột kích qua Maksimikha và điểm cao 167,3, song song với mũi tấn công của Sư đoàn bộ binh 291.
Nhận thức được tình hình nghiêm trọng trên hướng Tây Nam Velikiye Luki, thượng tướng M. A. Purkayev yêu cầu Bộ chỉ huy Quân đoàn bộ binh 8 Estonia phải hành động ngay. Đơn vị nào đến mặt trận là lập tức bước vào chiến đấu, không chờ đợi tập trung đủ đội hình và quân số. Ngày 19 tháng 12, Sư đoàn bộ binh 19 (còn thiếu 1 trung đoàn) được đổ quân xuống Gorushka và triển khai ngay trên khu vực Markovo nhưng chỉ chặn được Sư đoàn cơ giới 20 (Đức) trong một ngày. Quân Đức vẫn tiếp tục đột phá lên Alekseykovo. Ngày 22 tháng 12, Sư đoàn bộ binh 360 và Lữ đoàn bộ binh 100 Kazakstan đến ga Sakhny và lập tức được đưa đến phòng thủ tại khu vực Ivantsovka, bên cánh trái Sư đoàn bộ binh 19 vừa rút từ Butitino về Pulkovo. Quân Đức bị chặn lại trên tuyến Polkovo - Alekseykovo trong hơn một tuần nhưng đã đánh tiêu hao Sư đoàn bộ binh 360 (Liên Xô) tại Ivantsovka trước khi đánh chiếm Donetsovo ngày 30 tháng 12. Lý giải cho sự thất bại của Sư đoàn bộ binh 360, tướng L. A. Pern cho rằng vì tầm nhìn xã giảm dưới 300 m trong bão tuyết nên không thể sử dụng không quân chi viện. Tuy nhiên, tướng M. A. Purkayev cho rằng hỏa lực pháo chống tăng không đủ nên Sư đoàn xe tăng 12 đến tăng viện và Sư đoàn cơ giới 20 (Đức) mới có thể đột phá sâu đến như vậy.
Trong suốt tháng 12 năm 1942, lực lượng Đức đồn trú trong thành phố Velikiye Luki vẫn giữ vững trận tuyến trước các đợt tấn công của các sư đoàn bộ binh 257, 357 và 381 (Liên Xô), đặc biệt là ở các tuyến đường sắt trong khu vực ngoại ô phía Nam thành phố. Họ vẫn giữ liên lạc với các đơn vị giải vây bằng điện đàm. Trước sự kháng cự quyết liệt của quân Đức, các sư đoàn bộ binh 257, 357 và 381 (Liên Xô) đã phải chịu nhiều thiệt hại trong các trận đánh này. Tuy nhiên, do dự trữ có hạn, tình trạng của số quân Đức bị vây ngày một tồi tệ do các hoạt động tiếp vận của không quân Đức Quốc xã bị hỏa lực đất đối không và không quân tiêm kích Liên Xô cản phá kịch liệt. Sương mù ngăn cả không quân cường kích Liên Xô tấn công mặt đất nhưng cũng cản trở cầu hàng không của quân Đức tiếp tế cho cụm quân của đại tá Von Saß.
14 giờ 00 ngày 15 tháng 12, tướng K. N. Galitsky đưa ra một tối hậu thư cho cụm quân Đức tại Velikiye Luki. Von Saß từ chối, viện lẽ Hitler không cho phép. Cuộc tấn công của quân đội Liên Xô lại tiếp tục sau khi các phái viên của họ về đế chiến tuyến mà không thuyết phục được quân Đức đầu hàng. Do chuẩn bị không tốt nên cuộc tấn công ngày 16 tháng 12 của quân đội Liên Xô bị chặn đứng. Ngày 18 tháng 12, tướng K. N. Galitsky lại triển khai tấn công với Sư đoàn bộ binh 249 Estonia và Sư đoàn bộ binh 257 hình thành hai mũi tấn công vào hai bên sườn cụm quân của đại tá Von Saß. Đêm 28 rạng ngày 29 tháng 12, 8 máy bay He-111 và 5 tàu lượn của Đức thả xuống khu vực đóng quân của quân Đức 2 khẩu pháo chống tăng 76 mm, 13,8 tấn đạn và vật tư y tế. Tuy nhiên, 2 khẩu pháo chống tăng là quá ít. Những tia hy vọng của quân Đức bị vây tại Velikiye Luky lóe lên khi Sư đoàn cơ giới 20 (Đức) chiếm được một đoạn đường sắt trên tuyến Novosokolniki - Velikiye Luki và đột kích lên Lipenka. Đến đây thì cuộc tấn công giải vây của Tập đoàn quân xe tăng 3 (Đức) bị chặn đứng. Ngày 9 tháng 1, Lữ đoàn xe tăng 33, 36 và Lữ đoàn cơ giới 47 (Liên Xô) được điều đến khu vực Malenka và bắt đầu tiến hành phản đột kích. Sư đoàn cơ giới 20 (Đức) chỉ còn cách cụm quân Velikye Luki khoảng 15 km về phía Tây thành phố nhưng không thể đánh thông được hành lang Velikiye Luki - Malenka.
Ngày 30 tháng 12, Sư đoàn bộ binh 257 (Liên Xô) đã chiếm được nửa phía Bắc thành phố. Ngày 1 tháng 1 năm 1943, Sư đoàn bộ binh 257 phối hợp với Lữ đoàn cơ giới 47 (Liên Xô) đánh chiếm hầu hết thành phố, chia cắt quân Đức thành 2 phần. Một cụm đóng ở nhà ga Velikiye Luki, cụm còn lại đóng trong pháo đài cũ. Từ ngày 24 tháng 12 năm 1942 đến ngày 6 tháng 1 năm 1943, toàn bộ Quân đoàn bộ binh 8 Estonia đã triển khai xong trên tuyến đường bộ Novosokolniki - Velikiye Luki. Ngày 6 tháng 1 năm 1943, các Sư đoàn bộ binh 257, 357 được tăng cường Lữ đoàn công binh đặc nhiệm 56 đã tiêu diệt nhóm quân đồn trú của Sư đoàn bộ binh 83 (Đức) tại nhà ga thành phố. Tàn quân Đức co cụm về pháo đài cổ phía Đông Velikiye Luki. Khoảng cách giữa "tự do" và "tù binh" của họ ngày càng xa dần.

### Sự thất bại của Chiến dịch Totila

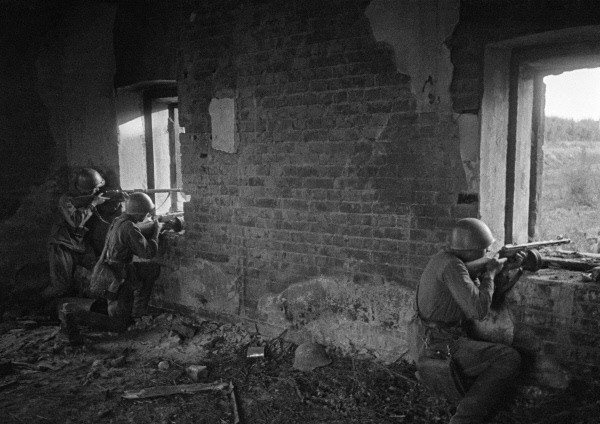
Chiến sự tại Phương diện quân Tây Bắc. Tổ tác chiến của các hạ sỹ K. F. Fomonyk và Z. R. Khizmatulin.

Cuối tháng 12 năm 1942 đến đầu tháng 1 năm 1943, Cụm tập đoàn quân Trung tâm (Đức) tiếp tụ tăng viện cho mặt trận Velikiye Luki. Sư đoàn không vận dã chiến 6, các sư đoàn bảo vệ hậu phương mặt trận 707, 708 và các sư đoàn bộ binh 205, 331 được đưa đến chiến tuyến. Trong khi đó, Phương diện quân Kalinin tiếp tục điều động các sư đoàn bộ binh 32 và 150 đến mặt trận phía Tây Nam Velikiye Luki.
Ngày 4 tháng 1 năm 1943, Tập đoàn quân xe tăng 3 (Đức) khởi động lại Chiến dịch Totila trong một nỗ lực cuối cùng nhằm phá vỡ vòng vây của Hồng quân tại Velikiye Luki. Ngày 10 tháng 1, mũi tấn công từ hướng Lipenka của Sư đoàn xe tăng 12 (Đức) chỉ còn cách 5 dặm (8 cây số) đến ngoại vi phía Tây Velikiye Luki nhưng không thể tiến xa hơn trước hai đòn phản kích của Sư đoàn bộ binh 32 và 249 (Liên Xô) vào hai bên sườn. Các sư đoàn bộ binh 205 và 331 (Đức) cũng thất bại trên hướng Babki - Zelenki trong một nỗ lực đánh thông hành lang đường bộ giữa hai hồ Udrai và Kisloye nối Velikiye Luki với Novosokolniki. Trong khi đó, các hoạt động của các sư đoàn bộ binh Liên Xô nhằm thanh toán cụm quân Đức bị vây ở phía Đông Velikiye Luki vẫn tiếp tục. Ngày 5 tháng 1, một đợt tấn công của Hồng quân nhằm vào phía Bắc thành phố đã cắt đôi cụm quân Đức đồn trú. Một nhóm nhỏ binh lính Đức - trong đó có vài trăm thương binh - bị cắt khỏi lực lượng chính và bị cô lập trong một cái gọi là "pháo đài" (zitadelle) ở phía Đông thành phố. Trong khi đó lực lượng chính của đại tá Von Saß đóng tại khu vực trung tâm của hệ thống đường sắt nằm ở phần phía Nam Velikiye Luki cũng bị đẩy dần dang phía Đông. Đến lúc này, mọi hy vọng phá vây của quân Đức gần như tiêu tan. Không quân Đức đã tổ chức đổ bộ một tiểu đoàn của Sư đoàn đổ bộ đường không 7 xuống cách Velikiye Luki 38 km về phía Đông Nam và được tung ngay vào trận chiến nhưng cũng không thể vượt qua được tuyến phòng thủ của Lữ đoàn bộ binh 100 Kazakstan (Liên Xô).
Vào ngày 10 tháng 1 năm 1942, một mũi đột kích bất ngờ của phát xít Đức được yểm hộ bởi pháo tự hành diệt tăng đã chọc thủng vòng vây của Hồng quân đối với nhóm quân Đức ở phía Tây Velikiye Luki và gia nhập số quân bị vây này. Tuy nhiên, lúc này nhóm quân chính của Von Saß ở phía Đông thành phố đã lâm vào tình trạng cạn kiệt lương thảo, đạn dược đến mức không có đủ sức phá thủng vòng vây của Hồng quân để hội quân với nhóm quân phía Tây. Phát xít Đức buộc phải tung một tiểu đoàn dù nữa xuống khu vực của nhóm quân phía Tây vào đêm 14 tháng 1 để giúp họ giải vây. Tuy nhiên, nhóm quân dù này lại bị lạc trong một khu vực với mưa tuyết dày đặc che mờ tầm nhìn và không thể hoàn thành nhiệm vụ. Đến đây, oái oăm thay chính số quân bị vây đã lợi dụng đêm tối để tự chạy thoát khỏi vòng vây mà không nhờ vào sự trợ giúp của nhóm lính dù. 150 người trong số họ cuối cùng đã thoát về được với các đơn vị Đức.
Song song với các cuộc tấn công cụm quân Đức bị vây tại Velikiye Luki, Tập đoàn quân xung kích 3 đã mở các cuộc phản công đẩy lùi dần cánh quân Đức đi phá vây. Ngày 12 tháng 1, các sư đoàn bộ binh 32, 360 và Lữ đoàn bộ binh 100 Kazakstan đồng loạt mở cuộc tấn công trên chính diện từ Gribushino đến Kreplyanka, đánh vào bên sườn và sau lưng Sư đoàn xe tăng 12 và Sư đoàn cơ giới 20 Đức, buộc các sư đoàn này phải quay lại đối phó. Ngày 13 tháng 1, các sư đoàn bộ binh 9, 19, 249 cũng đồng loạt mở các cuộc tấn công từ Sakhny đến Demya, đẩy lùi các sư đoàn bộ binh 291 và 331 (Đức) bật khỏi tuyến xuất phát trước ngày 21 tháng 12 năm 1942. Các sư đoàn bộ binh 205, 707, 708 Đức phải lập một tuyến phòng ngự lâm thời từ Ostrovity qua Butitino đến Gromovo mới cứu được Sư đoàn bộ binh 291 (Đức) khỏi một số phận giống như Sư đoàn bộ binh 83. Ngày 17 tháng 1, các sư đoàn bộ binh Liên Xô tiến đến chiến tuyến trước ngày 18 tháng 12 năm 1942, phá vỡ hoàn toàn kế hoạch giải vây của Tập đoàn quân xe tăng 3 (Đức).

### Cái chết của Sư đoàn bộ binh 83 (Đức)
Ngày 13 tháng 1, Sư đoàn bộ binh 257 (Liên Xô) đánh chiếm Kuryanikha. Ngày 14 tháng 1, Sư đoàn bộ binh 357 đánh chiếm doanh trại và nhà kho đường sắt tại Aligardovo. Ngày 15 tháng 1, quân đội Liên Xô tấn công pháo đài cổ. 4 giờ 40 phút ngày 15 tháng 1, Von Saß báo cáo rằng "tự đánh phá vây là vô vọng vì gần 2 nghìn thương binh sẽ sa vào tay quân Nga... vì vậy việc giải vây phải được tiến hành ngay lập tức từ bên ngoài". Đó là bản tin cuối cùng mà quân Đức báo cáo về Bộ Tư lệnh Cụm tập đoàn quân Trung tâm. 10 giờ ngày 15 tháng 1 năm 1943, liên lạc bằng điện đàm với số quân bị vây ở phía Đông của Velikiye Luki hoàn toàn chấm dứt. Ngày hôm sau (16 tháng 1) Von Saß cùng với gần 4.000 nghìn binh sĩ Đức trong vòng vây hạ vũ khí đầu hàng. Về sau, đại tá Von Saß và 7 sĩ quan Đức khác (bao gồm Von Rappard, cựu trung đoàn trưởng của Trung đoàn bộ binh số 277, bị bắt vào năm 1945) đã bị treo cổ tại quảng trường chính của Velikiye Luki vào tháng 1 năm 1946 sau khi họ bị tòa án tội phạm chiến tranh quy cho những tội ác về việc đối xử tàn bạo và vô nhân đối với các tù binh và dân thường Liên Xô xung quanh thành phố.

## Kết quả, đánh giá và ảnh hưởng

### Thương vong
Quân đội Đức Quốc xã tổn thất lớn với 64.500 người bị giết, bị thương và bị bắt. Chỉ riêng trong khu vực Velikiye Luki đã có 17.000 quân Đức chết trận, 12.000 người khác bị bắt. Thương vong của các đơn vị Đức đến giải vây cũng lên đến con số 35.500 người. Quân đội Liên Xô thu giữ 20 xe tăng và pháo tự hành, 113 khẩu pháo, 29 dàn hỏa tiễn 6 nòng, 58 súng cối. Thương vong của quân đội Liên Xô cũng lên đến 31.674 người chết và mất tích, 72.348 người bị thương.

### Đánh giá
Chiến dịch Velikiye Luki đôi khi được gọi là "Tiểu Stalingrad của phía Bắc" vì kịch bản của trận đánh tương tự như những gì diễn ra trong Chiến dịch phản công Stalingrad diễn ra cùng thời gian ở khu vực sông Đông và sông Volga. Một số trận đánh khác trong Chiến tranh thế giới thứ II và sau đó cũng được gán cho danh hiệu "Tiểu Stalingrad" như chiến dịch Velikiye Luki. Stalingrad và Velikiye Luki đánh dấu sự tiến bộ lớn trong chiến thuật "vây quân, đánh viện" của quân đội Liên Xô. Trước đó, quân đội Liên Xô đã không thành công trong việc tạo ra những vòng vây ở Kholm và Demyansk. Người Đức đã chủ quan khi họ cho rằng sự thể ở Velikiye Luki cũng sẽ tái diễn các trận phá vây giải cứu như ở Kholm và Demyansk. Nhưng 2 chiến dịch bao vây ở Stalingrad và Velikiye Luki cho thấy không phải lúc nào quân Đức cũng có thể chủ động giải vây mà còn tổn thất thêm nhiều sinh lực, vũ khí và phương diện trong các trận đánh phá vây.
Việc tiếp tế của quân Đức cho cụm quân bị vây ở Velikiye Luki có hoàn cảnh thuận lợi hơn nhiều so với Tập đoàn quân 6 (Đức) ở Stalingrad do khu vực bị bao vây chỉ nằm cách mặt trận hơn 40 km, số lượng quân bị vây nhỏ. Chỉ cần vài chuyến máy bay He-111 kéo theo các tàu lượn Go.242 là có thể đáp ứng được nhu cầu đạn được và lương thực. Tuy nhiên, trong hai tuần cuối cùng, các bãi hạ cánh đều bị quân đội Liên Xô đánh chiếm và phạm vi chiếm đóng của nhóm quân Đức bị thu hẹp thì việc thả dù hàng đã phản tác dụng. Từ ngày 28 tháng 12, có 560 quả đạn pháo, 62.000 băng đạn trung liên 7,92 mm, 25.000 viên đạn tiểu liên và 42.000 viên đạn súng trường đã rơi vào tay quân đội Liên Xô. Trong những ngày cuối cùng, các máy bay Đức đã thả xuống hơn 300 thùng hàng nhưng nhóm quân Đức đồn trú chỉ thu nhặt được 7 thùng. Chiến dịch Velikiye Luki còn mở ra khả năng quân đội Liên Xô sẽ tiêu diệt đội quân Đức bị vây trước khi các lực lượng giải vây kịp đến mặt trận.

### Ảnh hưởng
Cũng như Chiến dịch Stalingrad và các chiến dịch diễn ra trong mùa đông 1932-1943 ở thượng lưu và trung lưu sông Đông, bằng Chiến dịch Velikiye Luki, quân đội Liên Xô đã giành lại thế chủ động chiến lược tại mặt trận Kalinin, đẩy quân Đức vào thế bị động đối phó. Chiến dịch này đã kéo bớt một phần chủ lực của Cụm tập đoàn quân Bắc (Đức) xuống phía Nam, tạo điều kiện thuận lợi hơn cho các Phương diện quân Leningrad và Volkhov tiến hành Chiến dịch Tia Lửa, phá vỡ vòng hong tỏa Leningrad tại khu vực Shlisselburg. Nửa năm sau đó, những "chỗ lồi" của quân Đức ở Kholm, Staraya Russa và Novosokolniki cũng bị xóa sổ trong các đợt tấn công xuân hè năm 1943
Mặc dù quân đội Liên Xô chưa chiếm được mục tiêu tiếp theo là Novosokolniki nhưng chỉ một vị trí Velikiye Luki đã tạo cho họ một bàn đạp thuận lợi trên hướng Tây Bắc, chia cắt các hoạt động kết nối giữa Cụm tập đoàn quân Bắc và Cụm tập đoàn quân Trung tâm (Đức). Từ Velikiye Luki, quân đội Liên Xô có thể tấn công lên Pskov, đe dọa phía sau lưng Tập đoàn quân 16 (Đức) có thế đánh xuống Vitebsk và Orsha, uy hiếp phía sau chủ lực Cụm tập đoàn quân Trung tâm (Đức). Đây là một trong những nguyên nhân khiến cho Cụm tập đoàn quân Trung tâm (Đức) phải tiến hành chiến dịch "Con Trâu" trong tháng 3 năm 1943, sớm lui quân khỏi "chỗ lồi" Rzhev - Vyazma đã trở thành một cái bẫy, có thể sập xuống bất cứ lúc nào nếu Phương diện quân Kalinin (Liên Xô) tiến đánh Smolensk từ phía Bắc, phối hợp với Phương diện quân Tây tấn công từ chỗ lồi Sukhinichi ở phía Nam lên. Đáng tiếc là trong Chiến dịch Smolensk (1943) diễn ra sau đó, quân đội Liên Xô đã không thực hiện được ý đồ này.

## Tưởng nhớ

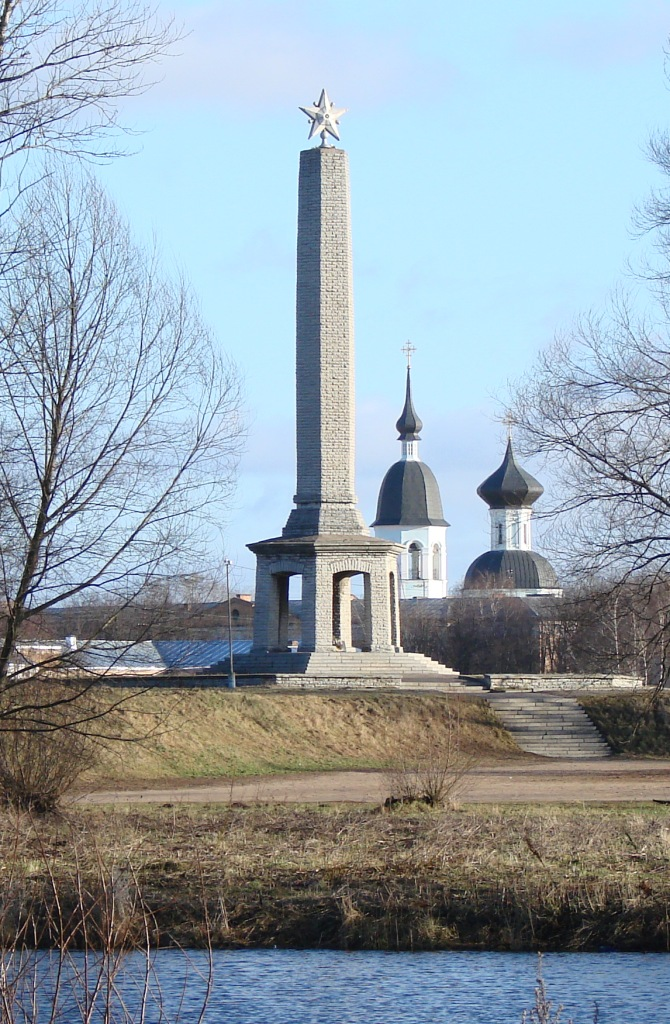
Đài tưởng niệm chiến thắng Vyelikiye Luki

Ở khu vực trung tâm thành phố, nằm bên bờ Tây sông Lovat một đài tưởng niệm được xây dựng nhằm vinh danh những chiến sĩ Hồng quân đã hy sinh tính mạng trong chiến dịch giải phóng Velikiye Luki. Nhiều con đường trong thành phố được đặt tên nhằm kỷ niệm các đơn vị Hồng quân tham gia chiến dịch, như con đường "năm chiến sĩ xe tăng" (Пяти танкистов), con đường mang tên Tập đoàn quân xung kích 3,...
Ngoài ra, nhiều binh sĩ và sĩ quan của Tập đoàn quân xung kích 3 đã được trao tặng danh hiệu "Công dân danh dự", bao gồm:
1. Trao tặng năm 1965:
  - Lembit Abramovich Pern, Tư lệnh quân đoàn bộ binh Estonia 8.
  - Anatoly Aleksandrovich Dyakonov, sư đoàn trưởng sư đoàn bộ binh 257.
  - Aleksandr Lyvovich Kronik, sư đoàn trưởng sư đoàn bộ binh 357.
2. Trao tặng năm 1969:
  - Kuzma Nikitovich Galitsky, Tư lệnh Tập đoàn quân xung kích 3.
  - Alybyert Aleksandrovich Karistye, sĩ quan chỉ huy của quân đoàn bộ binh Estonia 8.
3. Trao tặng năm 1975:
  - Karl Ivanovich Aru, Tư lệnh pháo binh của quân đoàn bộ binh Estonia 8.
4. Trao tặng năm 1985:
  - Geogry Gavrilovic Semenov, Tham mưu trưởng của Tập đoàn quân xung kích 3.
  - Fyodor Yakovlevich Lisitsin, chủ nhiệm chính trị (начальник политотдела) của Tập đoàn quân xung kích 3.

Ngày 8 tháng 12 năm 2008, Velikiye Luki được Tổng thống Liên bang Nga Dmitri Medvedev phong tặng danh hiệu "Thành phố quân sự danh dự" vì những cống hiến và hy sinh của người dân thành phố trong cuộc Chiến tranh vệ quốc vĩ đại.